# 학봉 현무암

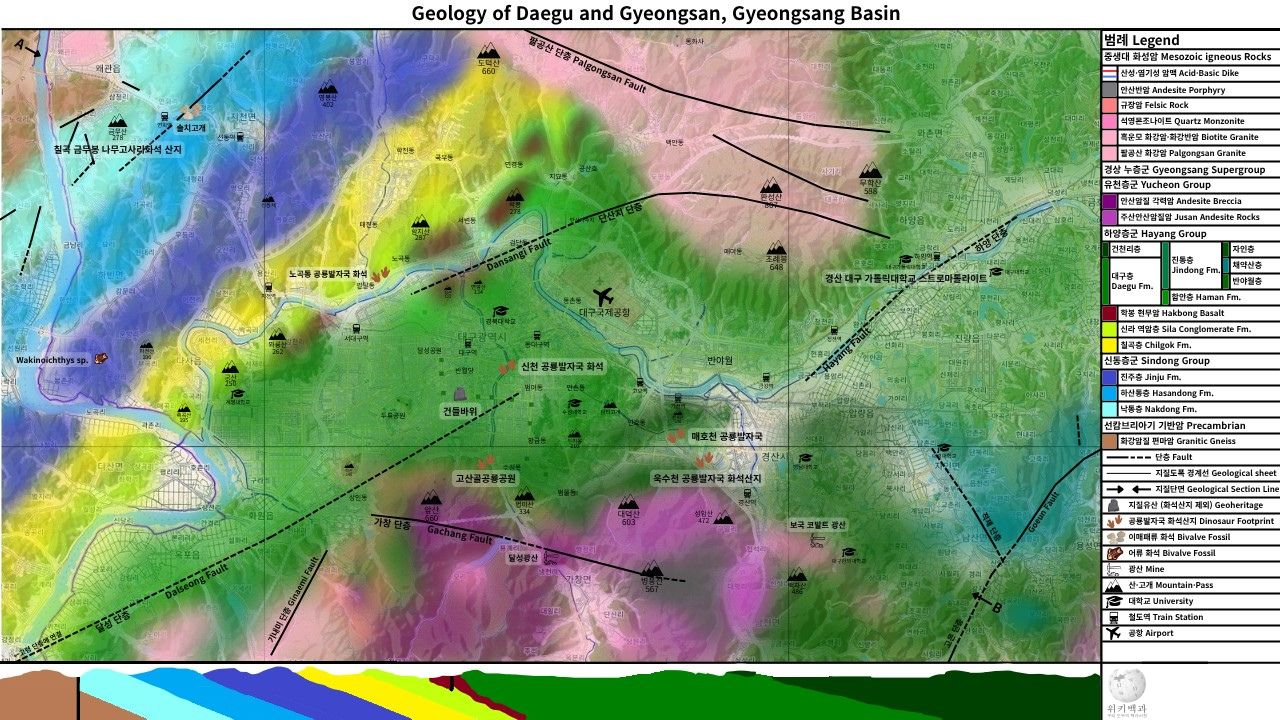
대구광역시의 지질과 학봉 현무암

학봉 분암층(Kkb/Dkb; Hakbong porphyrite formation, Kakubo porphyrite formation, 鶴峯玢巖層) 또는 학봉 현무암은 대한민국 경상 분지 내 대구광역시 북구 동변동의 학봉(278.3 m)과 지묘동의 화담산(204.4 m)을 중심으로 대구광역시 북구 노곡동, 조야동, 침산동, 산격동, 동·서변동, 무태동 일대에서 약 20 km에 걸쳐 북동-남서 방향으로 분포하는 화산암 및 현무암 지층이다.

## 개요
학봉 현무암은 중생대 백악기 경상 누층군 하양층군 신라 역암층과 대구층 사이에 있다. 학봉 현무암은 세부적으로 3매의 현무암과 그 사이에 협재된 사암, 이암, 역암으로 구성되어 있다. 각 현무암 단위는 공통적으로 괴상(塊狀)의 내부 구조를 지니며 부분적으로 주상 혹은 판상 절리가 발달하고 있다. 학봉 분암층은 경상 분지의 확장을 야기한 단층 운동에 수반하여 분출한 화산암체일 가능성이 높다. 장기홍(1977)은 대구광역시 침산동 부근에서 금호강을 가로질러 학봉 반암층의 두께를 약 400 m로 측정하였다. 그러나 금호강 아래에 숨어 있던 단산지 단층이 발견되었고 학봉 반암층의 두께가 단산지 단층에 의해 반복되어 실제 두께의 2배로 측정되었던 것임이 알려져, 실제 두께는 200 m인 것으로 정정되었다. 이후 전용무와 손영관(2008)은 학봉 현무암의 두께를 100 m 내외로 측정하였다.

## 암상
대구 지질도폭(1928)에 의하면 응회암과 사암 그리고 그 사이에 협재된 분암(玢巖; porphyrite)으로 구성되어 '학봉 분암층'으로 명명되었다. 학봉 분암층은 대구 분지 중심부에서 250 m 의 두께를 보이고 남서쪽으로 갈수록 두께가 줄어든다. 학봉 현무암의 각 현무암 단위의 기저부에는 다공질의 현무암편이 수십 cm-1 m 두께로 나타난다. 사암은 현무암편 사이의 공극을 아래에서 위로 채운 형태의 불꽃구조와 층리가 아래로 휘어진 하중구조를 흔히 보인다. 이 암석은 북구 동변동 화담길 도로변에 가장 잘 드러나 있으며 동변아파트를 지나면서부터 계속 분포되지만 도로변 노두는 풍화로 관찰하기에 부적합하다. 강변의 노두는 신선한 부분을 포함하며 수평에 가까운 쪼개짐을 보인다. 학봉 분암층은 관입 및 분출에 의해 백악기 지층 중에 협재되는 점으로 보아서 백악기중에 활동한 주요 구조선(단층)을 따른 안산암질 마그마의 상승으로 생성된 것으로 해석된다. 이곳의 학봉 분암층은 총 3매의 현무암 단위와 그 사이에 협재된 사암, 이암, 역암 등 퇴적암으로 구성되며 현무암질 용암류에서 나타나는 다공질조직, 반상조직, 퇴적암과의 경계부 등이 관찰된다.

### 화학조성
학봉 분암층에서 채취한 시료를 분석한 결과 현무암의 SiO2 함량은 46.5~50.3%, 평균 48.4%이며 K2O는 0.13~2.36%, Na2O는 2.93~6.12%로 나타났다.

## 학봉 현무암의 절대연령
학봉현무암의 K-Ar 동위원소 연대는 백악기 후기 마스트리흐트절에 해당하는 68.1 Ma, 79.2 Ma, 70.5 Ma이다. 이는 위아래에 있는 대구층 및 신라 역암층의 연대와 크게 다른데 강희철과 김인수(2000)는 그 이유를 현무암의 변질 또는 관입의 결과로 추정하였다.

## 사진
대구광역시 북구 동변동의 금호강 강변 화담길을 따라 이 암석의 노두를 관찰할 수 있다. 이곳의 학봉층은 조면현무암의 조성을 가지고 있으며 총 3매의 현무암 단위와 그 사이에 협재된 사암, 이암, 역암 등의 퇴적암으로 구성된다.
대구광역시 북구 금호강변에 드러난 학봉 분암층
- 대구팔공초등학교 서쪽 도로변에 대규모로 드러난 학봉 분암층 노두
대구광역시 동구 지묘동 1345
- 화담길 도로변에 드러난 노두
대구광역시 북구 동변동 (이하 동일)

## 같이 보기
- 대구광역시의 지질
- 경상 누층군
  - 신라 역암층
  - 대구층
  - 함안층
- 한국의 지질
- 현무암
- 화산암